# Abbazia di Fountains
L'abbazia di Fountains del North Yorkshire, in Inghilterra, è un monastero cistercense in rovina, fondato nel 1132. L'abbazia di Fountains è una delle più grandi e meglio conservate dell'Inghilterra. È considerata un listed building di Grado I ed è di proprietà del National Trust. Insieme al vicino Parco reale di Studley è considerata un patrimonio dell'umanità dall'UNESCO.

## Storia
L'abbazia di Fountains venne fondata nel 1132 in seguito ad una disputa e ad un tumulto presso l'abbazia di Santa Maria a York. A causa dei tumulti tredici monaci vennero esiliati e, dopo un fallito tentativo di tornare alla regola di san Benedetto del sesto secolo, passarono sotto la protezione di Thurstan, arcivescovo di York. Fornì a loro un luogo nella valle del fiume Skell. La vallata conteneva tutti i materiali necessari per la costruzione di un monastero, rifugio per le intemperie, pietre e legna per l'edilizia e acqua corrente. I monaci aderirono all'Ordine Cisterciense nel 1132.
L'abbazia rimase in funzione fino al 1539 quando Enrico VIII ordinò la dissoluzione dei monasteri. Gli edifici ed oltre 2 km² di terra vennero quindi venduti dalla Corona il 1º ottobre 1540, a Sir Richard Gresham, mercante di Londra e padre del fondatore della Royal Exchange, Sir Thomas Gresham.

## Architettura

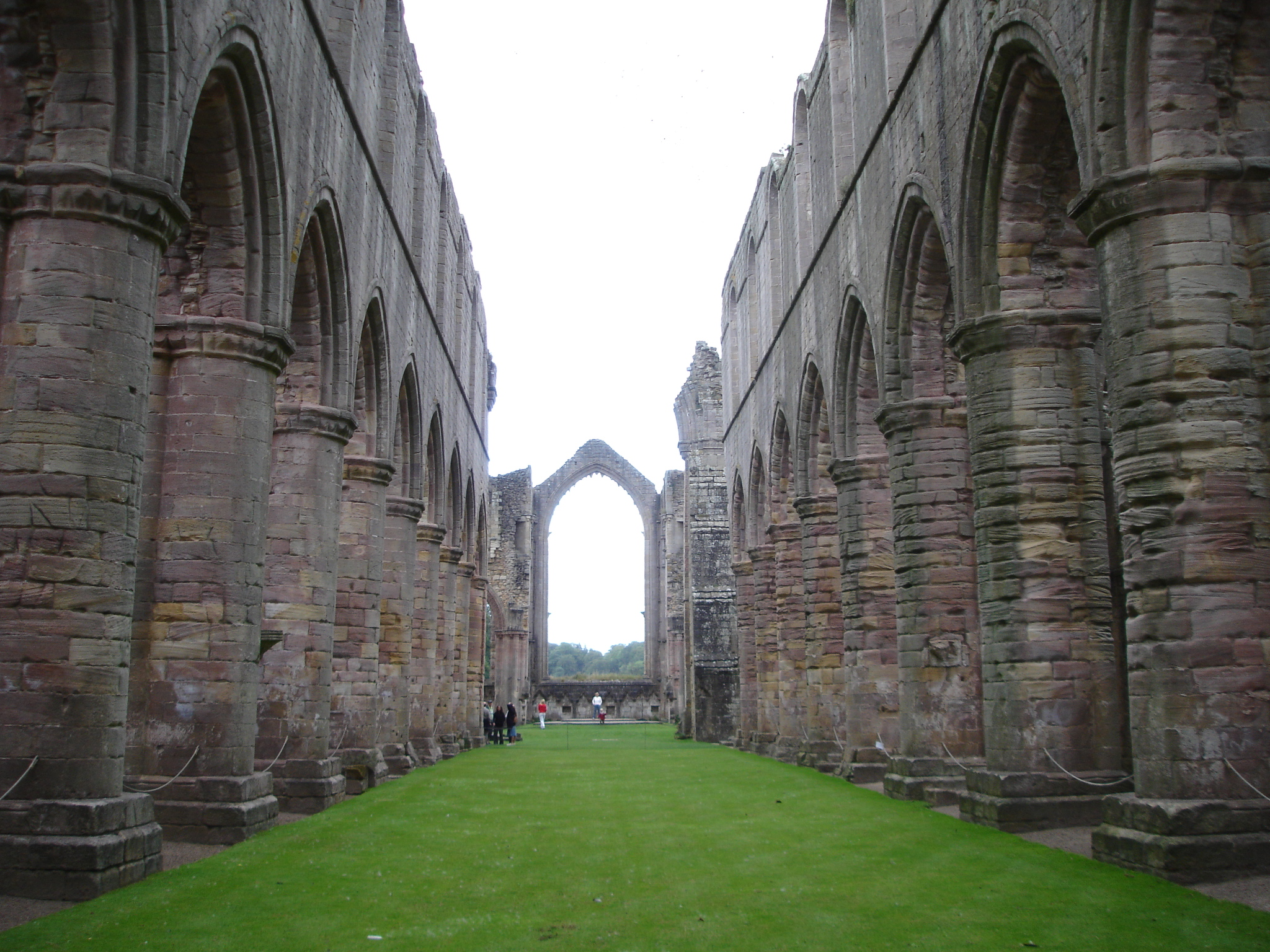
Interno della navata

La costruzione dell'abbazia iniziò nel 1132, con rocce prese nelle vicinanze, e ricevette numerose aggiunte e modifiche in seguito che ne causarono la deviazione dal puro stile Cistercense. La chiesa si trova a breve distanza dalla sponda nord del fiume Skell, gli edifici dell'abbazia sono disposti lungo ed oltre il fiume. Il chiostro si trova a sud, con la sala riunioni a tripla navata ed il parlatorio che si affacciano sul lato orientale, e refettorio e cucina sul sentiero meridionale.
Parallelamente al sentiero occidentale ci sono un'immensa sottostruttura a volte usata come celle e magazzino, ed il dormitorio dei conversi (monaci lavoratori) al di sopra. Questo edificio passa sopra al fiume. All'angolo sud-ovest si trovano altri edifici costruiti anch'essi, come al solito, sopra le rapide del fiume. Il dormitorio dei monaci si trovava sopra la sala riunioni, a sud del transetto.
Tra le peculiarità della sistemazione degli edifici vi è la posizione della cucina, tra il refettorio-parlatoio e l'infermeria (a meno che ci fosse qualche errore nel progetto) sopra il fiume ad ovest, accanto alle camere degli ospiti. Inoltre vi si trova un lungo coro, la cui costruzione venne iniziata dall'abate John di York, 1203–1211, e proseguita dal suo successore che completò, nello stile della Cattedrale di Durham, il transetto orientale iniziato da John del Kent, 1220–1247, e la torre aggiunta poco prima della dissoluzione dall'abate Huby, 1494–1526, in una posizione strana sul confine settentrionale del transetto nord.
Tra gli alti appartamenti si trova un oratorio o cappella, 16x7 metri, ed una cucina, 17x13 metri. L'intero insieme mostra la ricchezza e potenza del signore feudale, non la modestia tipica di un luogo dedicato al duro lavoro e di uomini che abbiano fatto voto di povertà. Nelle parole di Dean Milman, "il superiore, un uomo sottomesso alla terra con umiltà, pallido, emaciato, con un abito rozzo cinto da un cordone, a piedi nudi, divenne un abate sul suo palfrey, in abbigliamento ricco, con la croce d'argento davanti a sé, camminando per prendere posto tra i signori del regno" (Lat. Christ. vol. iii. p. 330).
Anche la chiesa di Santa Maria, costruita attorno al 1873 e progettata da William Burges, si trova nelle vicinanze.

## Proprietà del National Trust
L'abbazia di Fountains viene gestita dall'English Heritage e posseduta dalla National Trust. È immediatamente adiacente ad un'altra proprietà della National Trust, il Parco Reale di Studley, con il quale viene accoppiato. Il Trust possiede anche Fountains Hall, che permette un parziale accesso pubblico.

## Citazioni letterarie
Nel romanzo avventuroso Robin Hood. Il principe dei ladri, di Alexandre Dumas padre, i protagonisti Robin di Locksley, Little John e Will Scarlet decidono di dirigersi proprio verso l'Abbazia di Fountains Dale, nel North Yorkshire, costruita nel XII secolo, negli anni in cui si svolgerebbero le avventure di Robin Hood e le vicende storiche che fanno da sfondo al racconto.

## Galleria d'immagini

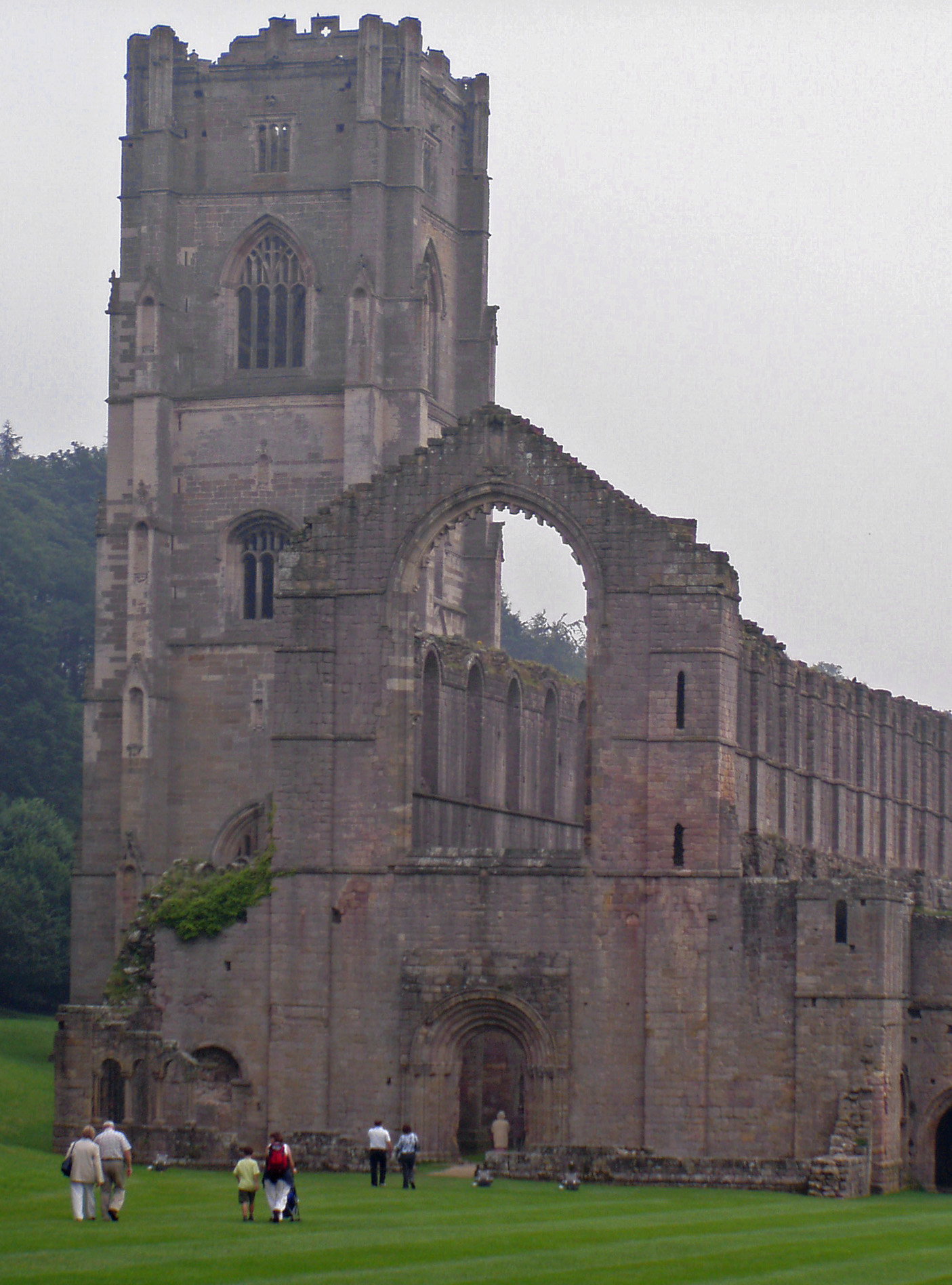
Esterno dell'abbazia di Fountains vista da sud-est
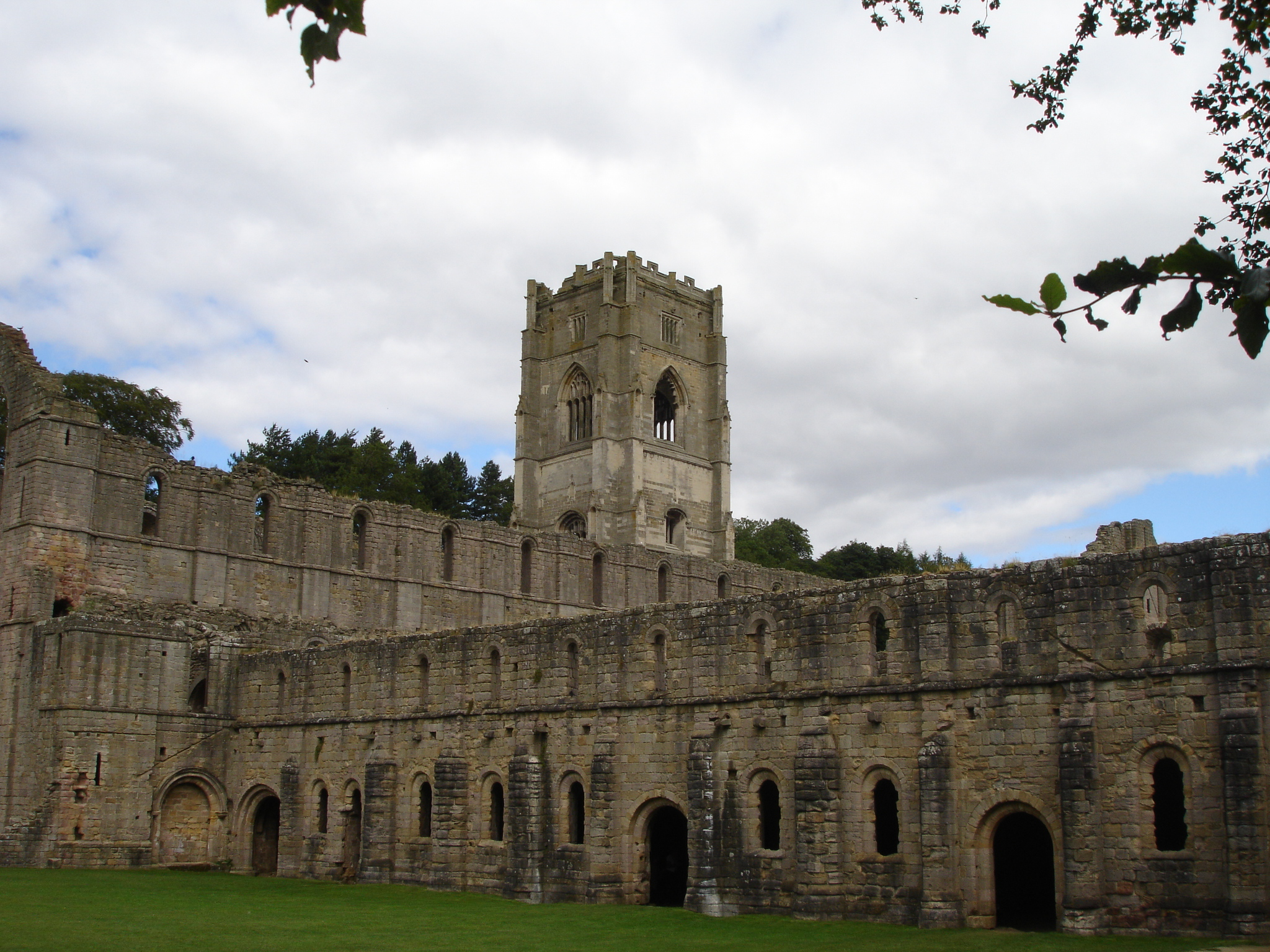
Esterno dell'abbazia di Fountains con particolare attenzione alla torre
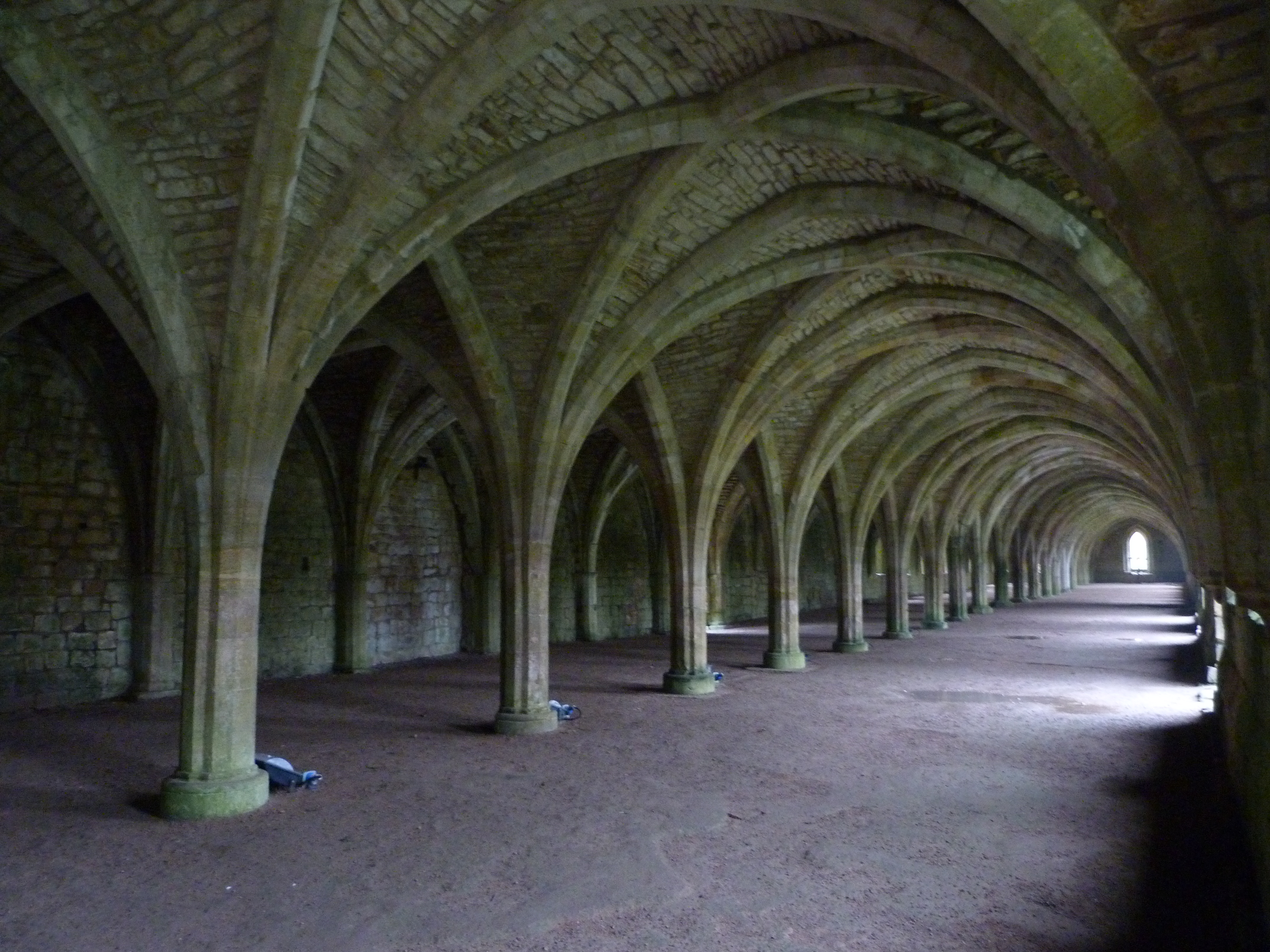
Cellarium dell'abbazia di Fountains
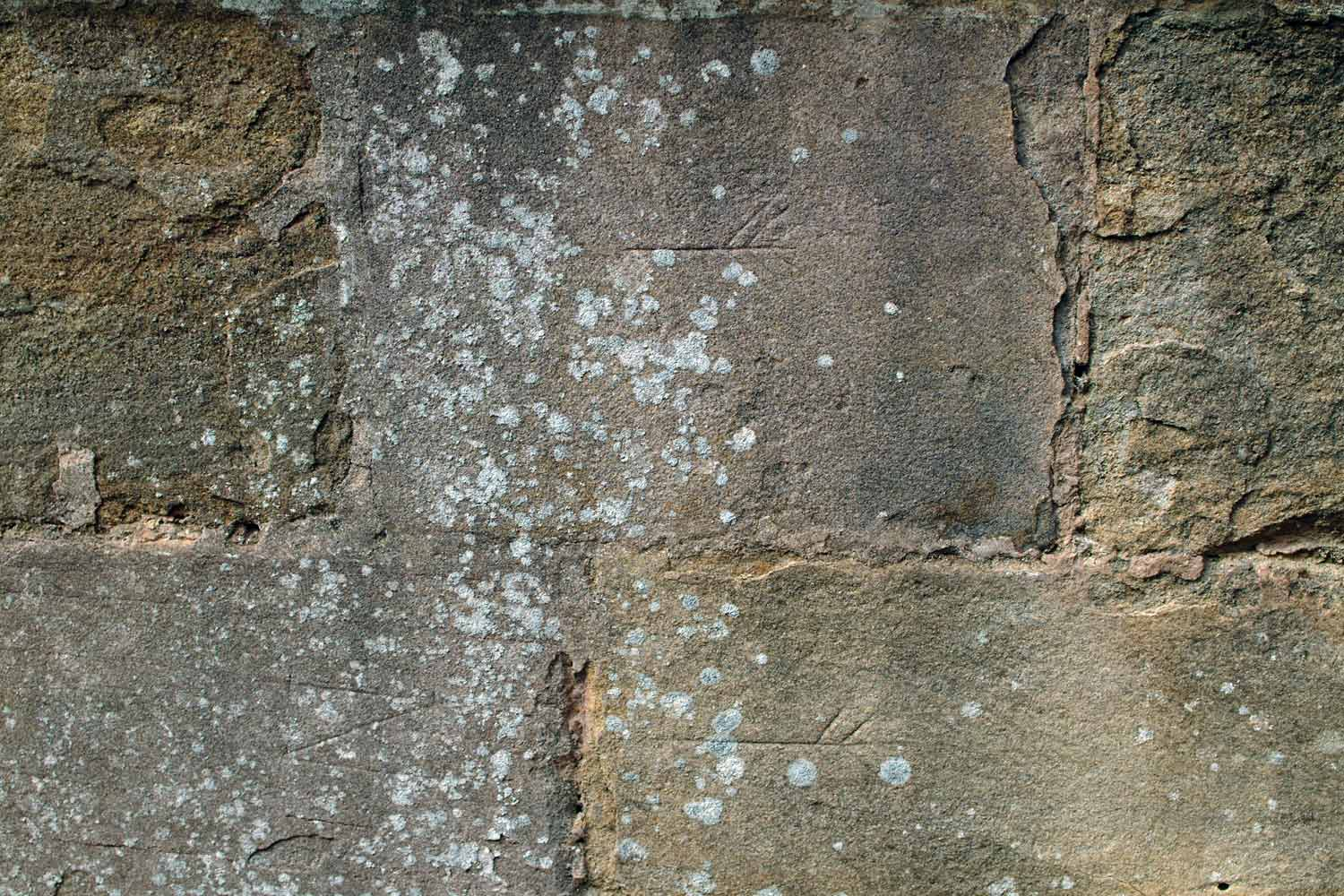
Segnali sui blocchi di pietra nella sala riunioni

## Elenco degli abati di Fountains
Dal primo abate, Riccardo, fino allo scioglimento dei monasteri in Inghilterra si ebbero a Fountains gli abati:
- Riccardo I (1132–1139)
- Riccardo II (1139–1143)
- Enrico Murdac (1144–1147)
- Maurice (1147–1148)
- Thorold (1148–1150)
- Riccardo III (1150–1170)
- Roberto di Pipewell (1170–1180)
- Guglielmo di Newminster (1180–1190)
- Rodolfo Haget (1190–1203)
- Giovanni di York (1203–1211)
- Giovanni di Hessle (1211–1220)
- Giovanni di Kent (1220–1247)
- Stefano di Easton (1247–1252)
- Guglielmo di Allerton (1252–1258)
- Adamo (1258–1259)
- Alessandro (1259–1265)
- Reginaldo (1267)
- Pietro Ayling (1275–1279)
- Nicola (1279)
- Adamo (II) Ravensworth (1280–1284)
- Enrico Otley[5] (1289?–90)
- Roberto Thornton (1289 circa–1290)
- Roberto Bishopton (1290/1 – 1311)
- Guglielmo Rigton (1311–1316)
- Walter Coxwold (1316–1336)
- Roberto Copgrove (1336–1346)
- Roberto Monkton (1346–1369)
- Guglielmo Gower (1369–1384)
- Roberto Burley (1384–1410)
- Ruggero Frank (1410)
- Giovanni Ripon (1416–1434)
- Tommaso Paslew (1434–1442)
- Giovanni Martin (1442)
- Giovanni Greenwell (1442–1471)
- Tommaso Swinton (1471–1478)
- Giovanni Darnton (1479–1495)
- Marmaduke Huby (1495–1526)
- Guglielmo Thirsk (1526–1536)
- Marmaduke Bradley (1536–1539)